# Johnny Galecki
John Mark (Johnny) Galecki (Bree, 30 april 1975) is een Amerikaans acteur. Hij werd in België geboren toen zijn vader als medewerker van de United States Air Force er gestationeerd was. Hij is van Poolse, Ierse en Italiaanse afkomst.
Galecki speelde in 1987 in verschillende televisiefilms en maakte in 1988 zijn debuut op het witte doek, als Toby Reardon in A Night in the Life of Jimmy Reardon. In de jaren die volgden kreeg hij nog een paar filmrollen en gastoptredens in verschillende televisieseries. Begin jaren negentig werd hij aangenomen als vast castlid in de sitcoms Billy en American Dreamer, die allebei na één seizoen werden stopgezet.
Galecki brak in 1992 door als David Healy in Roseanne, het onderdanige vriendje van hoofdpersonage Darlene Conner. Hij speelde deze rol 92 afleveringen, tot het einde van de serie in 1997. Hierna zat hij niet verlegen om filmrollen en verscheen hij regelmatig in één of enkele afleveringen van verschillende andere series, zoals My Name Is Earl en Hope & Faith. Galecki werd in 2006 gecast als Leonard Hofstadter, een van de hoofdpersonages in de Amerikaanse sitcom The Big Bang Theory. Hiervoor won hij in 2012 een Satellite Award in de categorie 'beste acteur in een comedyserie'. Voor dezelfde rol werd hij genomineerd voor onder meer een Emmy Award (2011) en een Golden Globe (2012).

## Filmografie
*Exclusief televisiefilms
- 2017: Rings – Gabriel Brown
- 2016: The Master Cleanse – Paul
- 2013: CBGB – Terry Ork
- 2011: In Time – Borel
- 2009: Table for Three – Ted
- 2008: Hancock – Jeremy
- 2005: Happy Endings – Miles
- 2004: Chrystal – Barry
- 2003: Bookies – Jude
- 2001: Vanilla Sky – Peter Brown
- 2001: Morgan's Ferry Darcy
- 2000: Bounce – Seth
- 2000: Playing Mona Lisa – Arthur
- 1998: The Opposite of Seks – Jason Bock
- 1997: I Know What You Did Last Summer – Max Neurick
- 1997: Suicide Kings – Ira Reder
- 1997: Bean: The Ultimate Disaster Movie – Stingo Wheelie
- 1989: National Lampoon's Christmas Vacation – Russel 'Rusty' Griswold
- 1989: Prancer – Billy Quinn
- 1988: A Night in the Life of Jimmy Reardon – Toby Reardon